# نیکی ۴۷۵۵
سیارک ۴۷۵۵ (به انگلیسی: 4755 Nicky، نامگذاری:1931TE4) چهار هزار و هفتصد و پنجاه و پنجمین سیارک کشف شده‌است که در ۶ اکتبر ۱۹۳۱ کشف شد.
قدر مطلق سیارک برابر ۱۴٫۱۰ است.